# Turloughmore
Turloughmore is een plaats in het Ierse graafschap County Galway. Het dorp ligt ten noordoosten van de stad Galway, aan de N63, de weg van Galway naar Roscommon en Longford.